# Каличане
Каличане (алб. Kaliçan) је насеље у општини Исток на Косову и Метохији.

## Демографија
Насеље има албанску етничку већину,
Број становника на пописима:
- попис становништва 1948. године: 524
- попис становништва 1953. године: 603
- попис становништва 1961. године: 640
- попис становништва 1971. године: 827
- попис становништва 1981. године: 1 070
- попис становништва 1991. године: 1 251